# Ernest Ruchonnet
Pour les articles homonymes, voir Famille Ruchonnet et Ruchonnet.
Ernest Ruchonnet, né le 14 mars 1832 à Château-d'Œx et mort le 29 juin 1904 à Broc, est un précepteur, un directeur de banque, un directeur de compagnie de chemin de fer et une personnalité politique suisse.

## Biographie
De confession protestante, membre de l'Église évangélique libre du canton de Vaud, originaire de Saint-Saphorin, Ernest Ruchonnet est le fils de Michel Ruchonnet, pasteur, et de Marie Perret. Il épouse Arabella Cécile Créaturaz. Après des études secondaires au collège Galliard de Lausanne, il obtient une licence de théologie à la faculté libre de Lausanne. Il travaille comme précepteur dans une famille alsacienne avant de revenir en Suisse et de se lancer dans les affaires. Il est le directeur de la Banque cantonale vaudoise entre 1881 et 1892. Directeur de la compagnie de chemin de fer du Jura-Simplon entre 1892 et 1904, Ernest Ruchonnet est un des artisans de la construction du tunnel du Simplon. Lieutenant-colonel d'artillerie dans l'Armée suisse, il est en outre administrateur de la Revue militaire suisse.

### Carrière politique
Ernest Ruchonnet est membre du Parti radical-démocratique. Il est Conseiller municipal de Lausanne entre 1870 et 1873 ; chargé des finances, il est un des promoteurs de la ligne de chemin de fer Lausanne-Échallens-Bercher. Il est député au Grand Conseil vaudois de 1870 à 1873 et de 1882 à 1885 et Conseiller d'État dès le 8 mai 1873 ; il y dirige le département des finances jusqu'au 23 août 1881,.